# 梁毓偉
梁毓偉，MH，JP（1984年3月3日－），籍貫廣東省東莞市常平鎮，生於香港。現任香港立法會議員（選舉委員會）、全國青聯常委兼港區委員秘書長、香港青年發展委員會副主席。

## 背景
梁毓偉的父親梁麟是一名東莞玩具工業家，梁毓偉自小於香港九龍城區成長，1991年至1996年間就讀喇沙小學。12歲時赴英國入讀寄宿學校 Epsom College（1997年至2002年），他分別於2005及2006年分別於英國倫敦國王學院獲取工商管理本科學位以及國際管理碩士學位。大學碩士畢業後，梁毓偉於埃森哲就職，擔任企業管理諮詢顧問。2010年回港後，曾擔任龍昌投資有限公司聯席董事、東莞市中佳房地產開發有限公司董事等職務。在2021年香港立法會選舉當選成為第七屆香港特別行政區立法會議員。